# Centre hospitalier de Brive
Le Centre hospitalier de Brive est un centre hospitalier public français situé à Brive-la-Gaillarde, dans le département de la Corrèze. C'est le premier établissement de santé de la Corrèze et le deuxième pôle de santé du Limousin.

## Description
Le site du Centre hospitalier comprend le bâtiment principal de douze étages et plusieurs autres pavillons dévolus à des spécialités (maternité, oncologie, Hémodialyse, médecine physique et de réadaptation, psychiatrie etc.).
73 800 entrées ont été enregistrées durant l’année 2016. La maternité du centre hospitalier de Brive représente la première maternité de la Corrèze avec près de 850 naissances en 2016. Le Centre hospitalier employait, en 2016, 1 815 personnels.

### Spécialités
Le Centre hospitalier de Brive dispense les spécialités médicales et chirurgicales suivantes:
- Addictologie
- Anesthésie-réanimation
- Cancérologie et Radiothérapie
- Cardiologie et soins intensifs cardiologiques
- Chirurgie maxillo-faciale
- Chirurgie orthopédique et traumatologique pédiatrique et adulte
- Chirurgie plastique et reconstructrice
- Chirurgie urologique pédiatrique et adulte
- Chirurgie vasculaire et thoracique
- Chirurgie viscérale et digestive
- Dermatologie
- Explorations fonctionnelles : cardio-vasculaires, digestives, neurologiques et respiratoires
- Gastro-entérologie et hépatologie
- Gériatrie
- Gynécologie-Obstétrique et maternité
- Hygiène hospitalière
- Imagerie médicale (Radiologie, Échographie, Scanner, IRM, Coronarographie)
- Laboratoires de microbiologie, d'hématologie, de biochimie
- Médecine du sport
- Médecine interne, Rhumatologie et Maladies infectieuses et tropicales-SIDA
- Médecine physique et de réadaptation
- Néphrologie et Hémodialyse
- Neurologie et Unité neurovasculaire
- Ophtalmologie
- Oto-rhino-laryngologie
- Pédiatrie, néonatalogie et Chirurgie pédiatrique
- Pneumologie et allergologie
- Psychiatrie
- Soins palliatifs service départemental CH Tulle
- Unité de prise en charge de la douleur
- Urgences